# Killenaule
Killenaule (irisch Cill Náile, deutsch „Kirche des Heiligen Náile of Kinawley“) ist eine Town mit 755 Einwohnern (2022) im County Tipperary in der Republik Irland.

## Lage
Killenaule liegt etwa 18 Kilometer ostnordöstlich von Cashel. Die R689 und R691 führen durch den Ort.

## Geschichte
Bei Killenaule wurde 1980 der Derrynaflan-Hort in der Nähe einer Kirchruine gefunden.
Die Motte von Killenaule ist heute noch von der Straße aus sichtbar.
Drei Kilometer westlich von Killenaule befindet sich die Ruine des Tower House Graystown Castle. Mehrere Ausgrabungen hatten dort stattgefunden.
Von 1855 bis 1865 wurde die katholische St. Mary’s Church nach Entwürfen von James Joseph McCarthy errichtet. In der mittlerweile profanierten anglikanischen Kirche ist heute das Slieveardagh Heritage Centre eingerichtet.

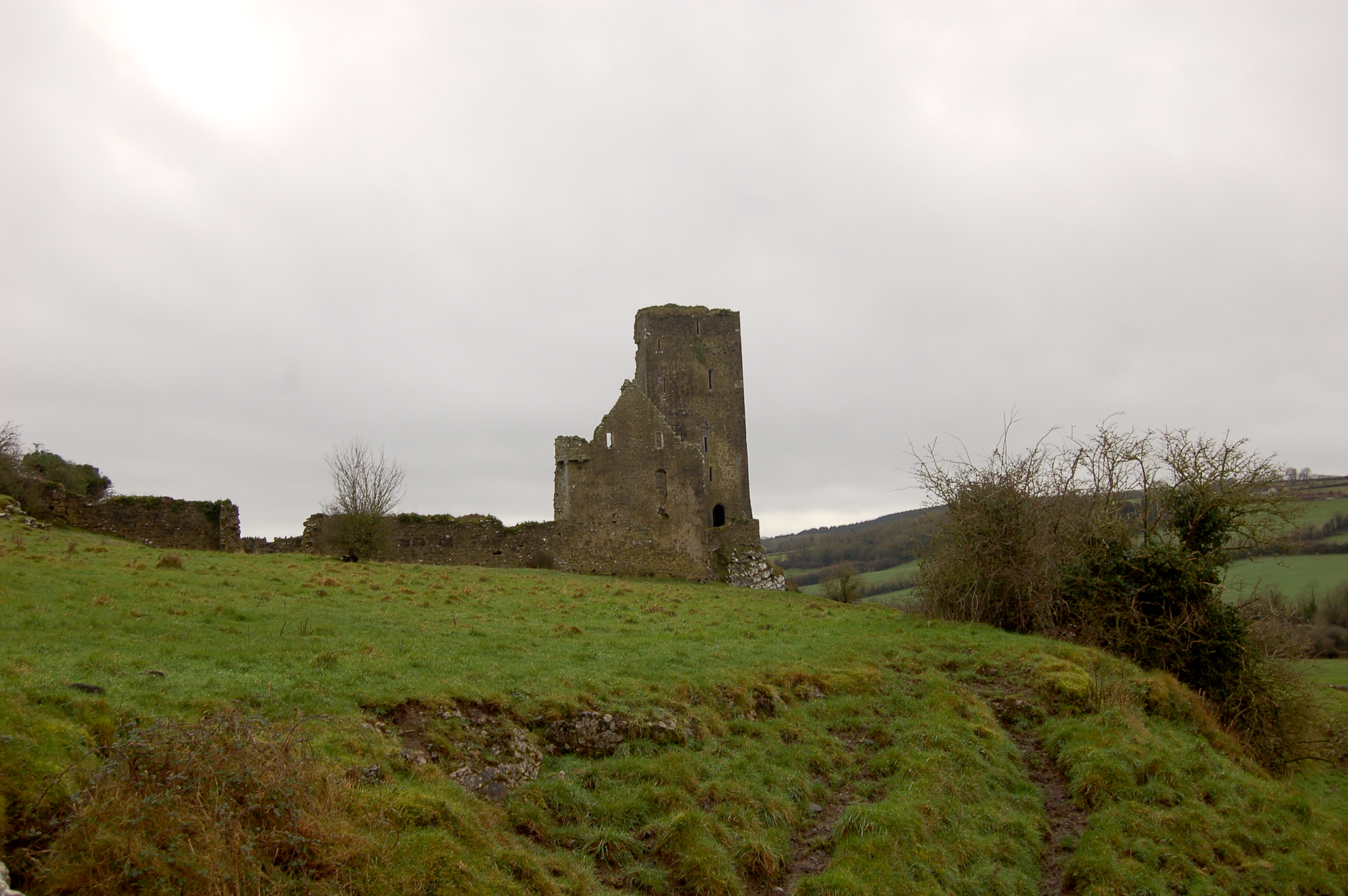
Graystown Castle
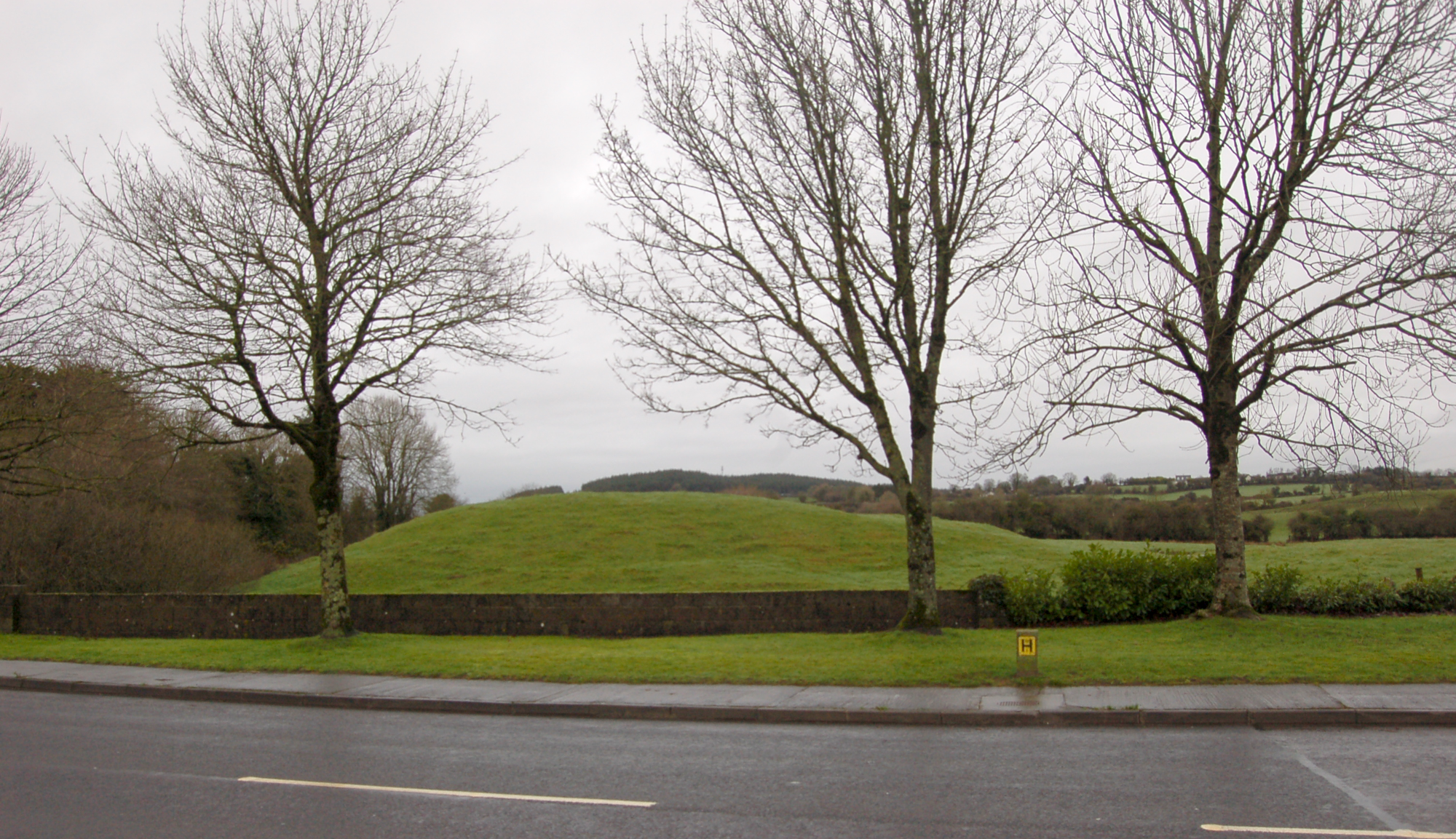
Motte von Killenaule
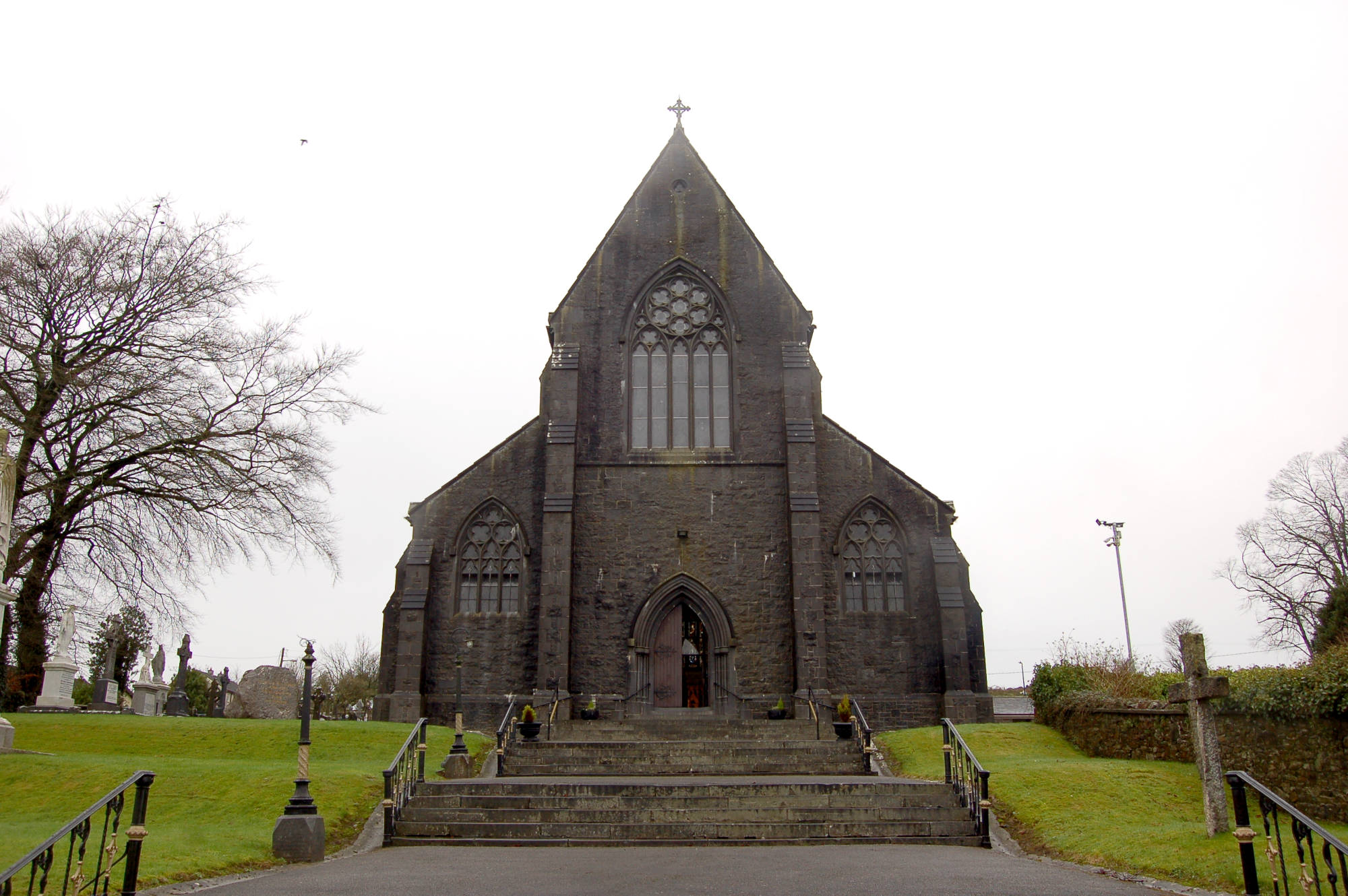
St. Mary’s Church
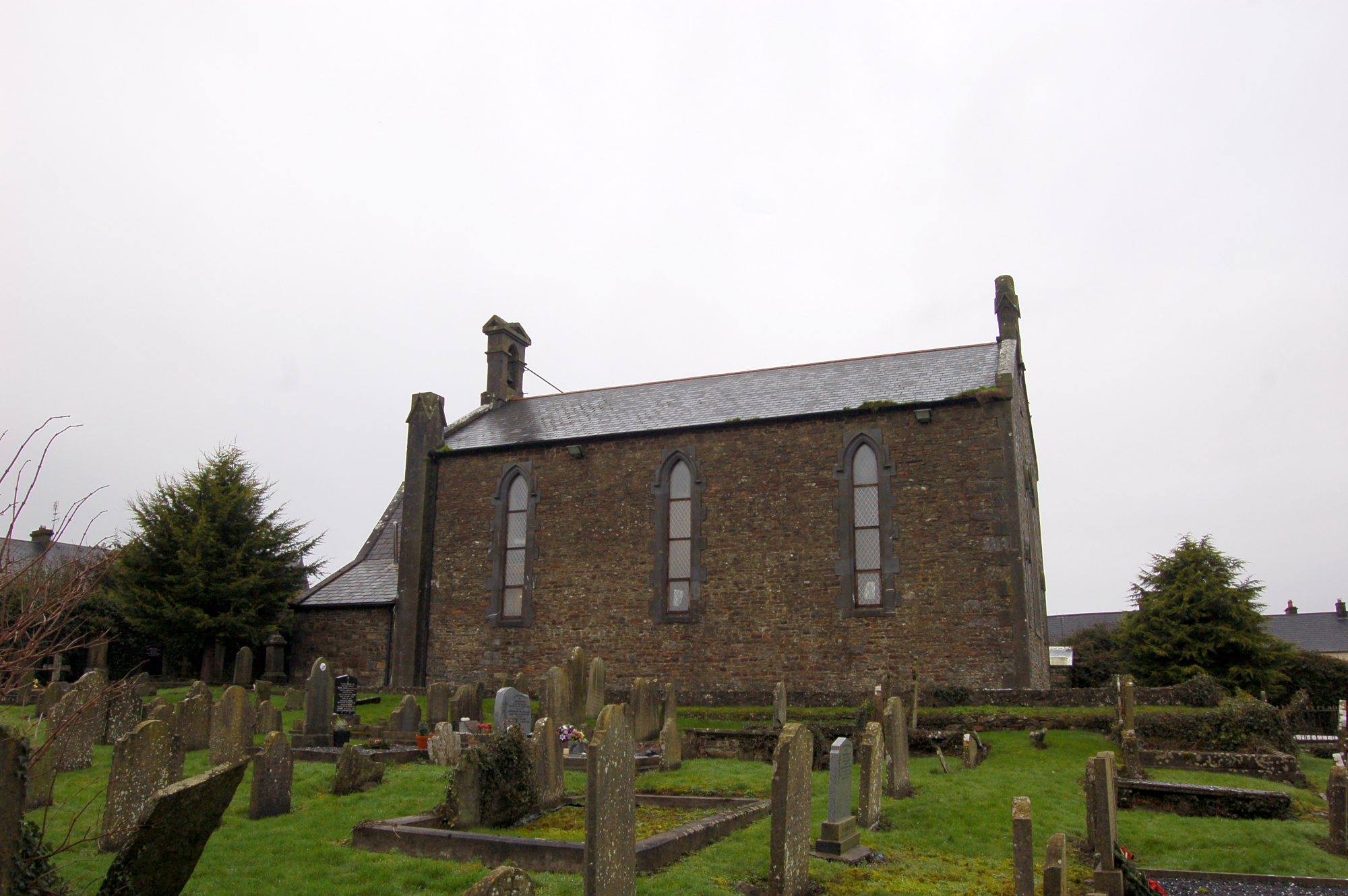
Ehemals anglikanische Kirche

## Söhne und Töchter der Stadt
- Patrick Augustine Feehan (1829–1902), Erzbischof von Chicago
- Joseph Walshe (1886–1956), Diplomat
- Thomas Morris (1914–1997), Erzbischof von Cashel and Emly (1959–1988)
- Rachael Blackmore (* 1989), Jockey